# Hahnia pyriformis
Hahnia pyriformis är en spindelart som beskrevs av Yin och Wang 1984. Hahnia pyriformis ingår i släktet Hahnia och familjen panflöjtsspindlar. Inga underarter finns listade i Catalogue of Life.